# Лобачевский Lab
Парк науки «Лобачевский Lab» — инновационное подразделение Нижегородского государственного университета им. Н. И. Лобачевского.

## Краткое описание
Программной целью созданного в 2014 году проекта стало формирование и развитие устойчивой среды, ориентированной на поддержку научной и культурной деятельности региона, выстраивание диалога между культурой, наукой и обществом. 
С осени 2017 года в парке науки «Лобачевский Lab» открыта собственная лекционно-дискуссионная площадка, расположенная  по адресу: Нижний Новгород, улица Ульянова, 10б, на которой проводятся разнообразные научно-популярные мероприятия. В последние годы в числе спикеров на площадке «Лобачевский Lab» выступали: Ася Казанцева, Сергей Попов, Алексей Водовозов, Евгений Стрелков, Алексей Парыгин, Александр Соколов, Антон Первушин, Алексей Семихатов и многие другие.
Кроме приглашенных профессиональных спикеров-популяризаторов науки проект организует множество мероприятий с участием спикеров из различных вузов и научных институтов Нижнего Новгорода. Среди участников мероприятий спикеры из Нижегородского государственного университета им. Н. И. Лобачевского, Института прикладной физики РАН, Приволжского исследовательского медицинского университета и др.
В 2022 году Парк науки ННГУ запустил образовательную программу для молодых учёных «Лаборатория Science HUB». Участники проекта получили навыки публичных выступлений и  попробовали свои силы на практике, выступив на одной из городских площадок с короткой лекцией.
Также в 2022 году парк науки «Лобачевский Lab» станет организатором Всероссийского Science Slam, в котором примут участие молодые ученые-популяризаторы науки финалисты городских слэмов из разных регионов России.
По состоянию на конец 2022 года Парк науки ННГУ «Лобачевский Lab» представляет собой сумму реализуемых и постоянно обновляющихся лекционных и практических программ (фестивали, семинары, дискуссии и пр.), направленных на расширение у слушателей научного видения и формирование открытого аналитического мышления. Парк науки ННГУ неоднократный получатель грантов от Президентского фонда культурных инициатив и грантового конкурса «Культурный район».